# Trevor Cilia
Trevor Cilia (* 2. Januar 1983 in Floriana) ist ein maltesischer Fußballspieler.
Cilia begann das Fußballspielen beim örtlichen Verein Floriana FC, wo er in sämtlichen Jugendteams spielte. Von dort wurde er als damals 17-Jähriger in den Profikader befördert und schon bald war er Stammspieler. Im Sommer 2008 wechselte er aufgrund besserer Perspektiven zum FC Birkirkara. Dort konnte er mit der Meisterschaft 2010 seinen ersten Titel gewinnen. Anfang 2012 schloss er sich den Sliema Wanderers an. Im Sommer 2015 wechselte er zu den Ħamrun Spartans in die First Division. Ein Jahr später gelang ihm mit seiner Mannschaft der Aufstieg. In der Saison 2016/17 kam er jedoch kaum zum Einsatz. Er heuerte im Sommer 2017 beim FC Marsaxlokk in der dritten maltesischen Liga an.
Für die Nationalmannschaft Maltas debütierte er 2006 und kam bis 2011 auf insgesamt fünf Länderspieleinsätze.